# Allan a Dale
Allan a Dale is een personage uit de Robin Hood-legendes. Volgens de ballades rond Robin Hood komt hij in die verhalen naar voren als een dromerige minstreel, die een volgeling wordt van Robin Hoods vrijbuiters.
Dale komt pas laat voor in de verhalen van Robin, pas in de 17e eeuw in de kinderballade (versie 138, Robin Hood and Allan a Dale ) en is dus zoals de meeste personage pas later toegevoegd aan de legendes. In het verhaal komt naar voren dat Robin de geliefde van Allan redt van een ongewenst huwelijk met een oudere ridder. Deze ridder blijkt prins Jan te zijn, en tijdens de huwelijksceremonie trekt Dale de trouwjurk aan en zijn geliefde de habijt van de pastoor waardoor ze van rol veranderen, Robin Hood haalt ze uit deze komische situatie.
Howard Pyle verwerkte het boven genoemde verhaal in zijn 'The Merry Adventures of Robin Hood' (1883), maar verandert daarbij enkele details. Hij geeft Allans' geliefde de naam 'Ellen' en introduceert Broeder Tuck in het verhaal. Tuck is de enige die het huwelijk wil voltrekken, dit in tegenstelling van de bisschop van Herford. Dit verhaal is ontstaan in combinatie van de ballades 'Robin Hood and Allan a Dale' en 'Robin Hood and the Curtial Friar'.
Dale verwijst naar Dale Abbey vlak bij Ilkeston, gelegen tussen Nottingham en Derby.

## A Dale in films en series
- John Schlesinger speelt Allan a dale in twee afleveringen van de serie 'Robin Hood' (1956).
- In de animatiefilm uit 1973 wordt de rol van Dale vervuld door een haan, die tijdens de film de voice over doet en veelvuldig een lied ten gehore brengt.
- In de BBC-televisieserie uit 2006 wordt de rol a Dale gespeeld door Joe Armstrong die Dale neerzet als zakkenroller en handige leugenaar zonder zangcapaciteiten, die Robin Hood uiteindelijk verraadt uit angst voor repercussies van Sir Guy of Gisborne en verstoten wordt door Hood.
- In Robin Hood uit 2010 met Russell Crowe in de hoofdrol van Robin Hood, wordt Alan a Dale gespeeld door de Canadese acteur/zanger Alan Doyle. Daarin speelt hij een van de originele boogschutters in het leger van Richard Leeuwenhart, die na de dood van de koning Robin volgen van Frankrijk naar Engeland. Daar blijkt a Dale ook een bard die met regelmaat voornamelijk grappige teksten ten gehore brengt. Als zanger zingt hij ook een aantal keer. De rol van a Dale blijft in deze film verder beperkt tot een ietwat grappige sidekick.